# Ключ (Щецин)
Ключ (до 1945 нім. Klütz) — частина міста Щецина в маєтку Жидовце-Ключ, розташована на Регаліці (Східний Одер) на перетині автомагістралі A6 з національною дорогою № 31 і коліями залізничної лінії, що сполучає Щецин з Грифіно.

## Історія
Перша згадка про село Ключ датується 1226 роком. На початку XIV століття він став частиною власності цистерціанського монастиря в Колбачі. Центр середньовічного села знаходився на високому березі долини річки Одер, біля перехрестя нинішніх вулиць Білянської та Сухої. Була також середньовічна кам'яна церква, повністю знищена під час війни 1945 року. До наших днів збереглися залишки прилеглого до церкви кладовища у вигляді цвинтарної брами 1706 року та кількох надгробків. Також неподалік можна знайти залишки пам’ятника жителям села, полеглим у Першій світовій війні.
Території, розташовані безпосередньо на Східному Одері (в районі сьогоднішньої вул. Римарська) були забудовані лише у XVIII ст., після їх осушення та влаштування вуличної сітки. Ключ, як і більшість правобережних житлових масивів, увійшов у 1939 р. у межі т. зв. Великий Щецин. У березні 1945 року тут точилися важкі бої між частинами 1- го Білоруського фронту (у тому числі польськими частинами: 2-м Лужицьким артилерійським дивізіоном, 1-ю окремою мінометною бригадою) та німецькими військами.
Відразу після війни Ключ входив до складу тодішнього району Грифіно, а з 1948 року – до складу Щецина. Зараз у Ключі проживає близько 1500 мешканців, до нього також входять менші, майже незаселені житлові масиви Ключевко та Радзішечко. Садиба має забудову дачного типу.
Південно-східну частину садиби складають ліси Букового лісу та Щецинський ландшафтний парк. На Регаліці є великий острів Клюцький Острув площею 200 м² 50 га, з екологічною ділянкою з природним комплексом прибережної рослинності, відділений від житлової забудови Клюцьким каналом. Просто через річку, в Медзьодже, знаходиться ландшафтний парк Нижня долина Одеру. Головна вулиця (окрім автомагістралі) — Римарська (національна дорога № 31). Сполучення з іншими житловими масивами здійснюється автобусами 55 і 64 та ПКС. 29 серпня 2004 року залізничну зупинку Щецин Ключ, призупинену з 2000 року, було ліквідовано.
30 листопада 2005 року GDDKIA розпочала викуп землі для будівництва нової швидкісної дороги S3 та нової розв’язки Ключ, що з’єднує автомагістраль A6 із будуваною S3. Договір було підписано 22 січня 2008 року, а роботи розпочато 18 лютого. Будівництво завершено 17 лютого 2010 року.

## Галерея

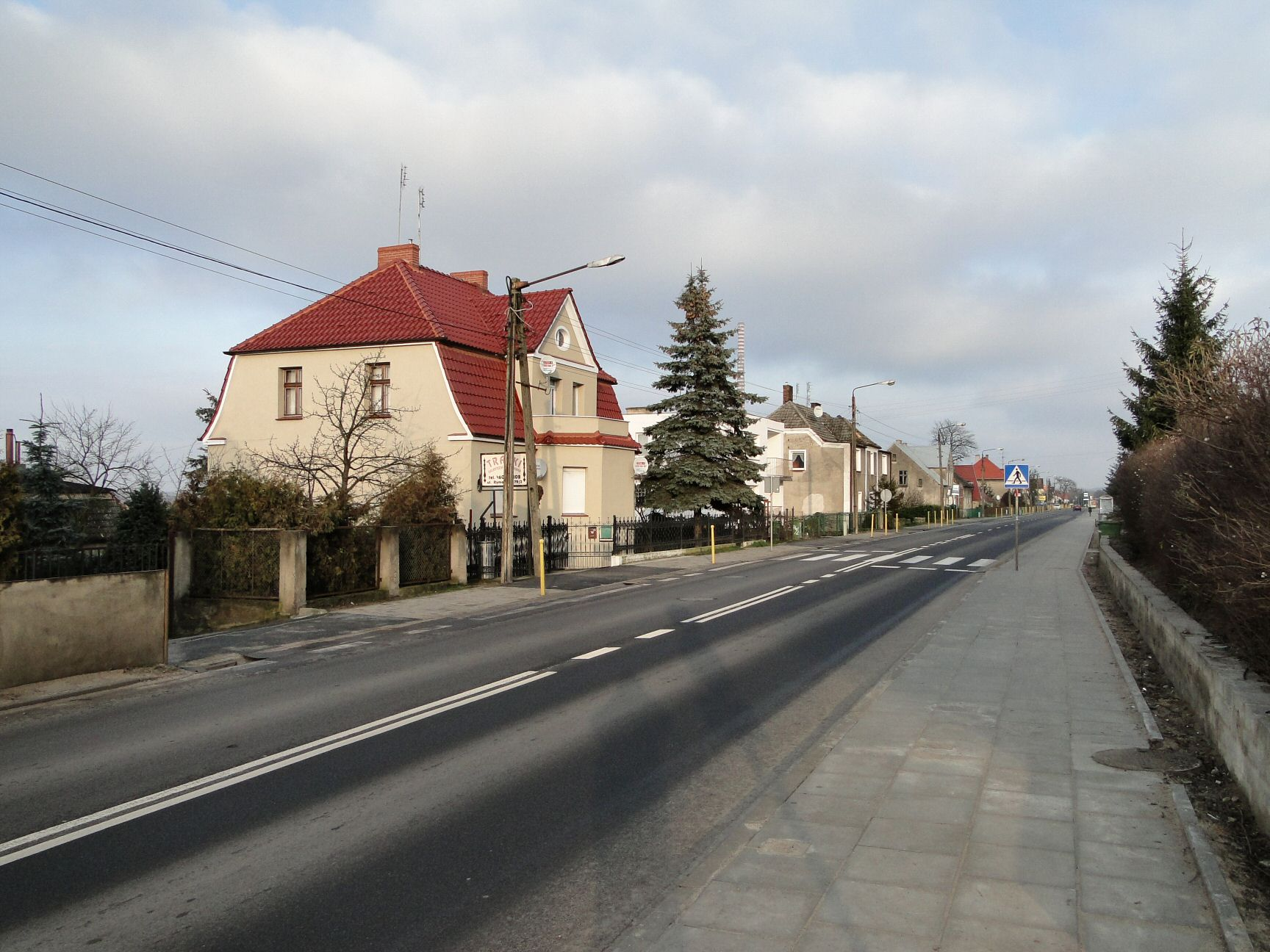
вул. Римарська - головний шлях сполучення Ключе
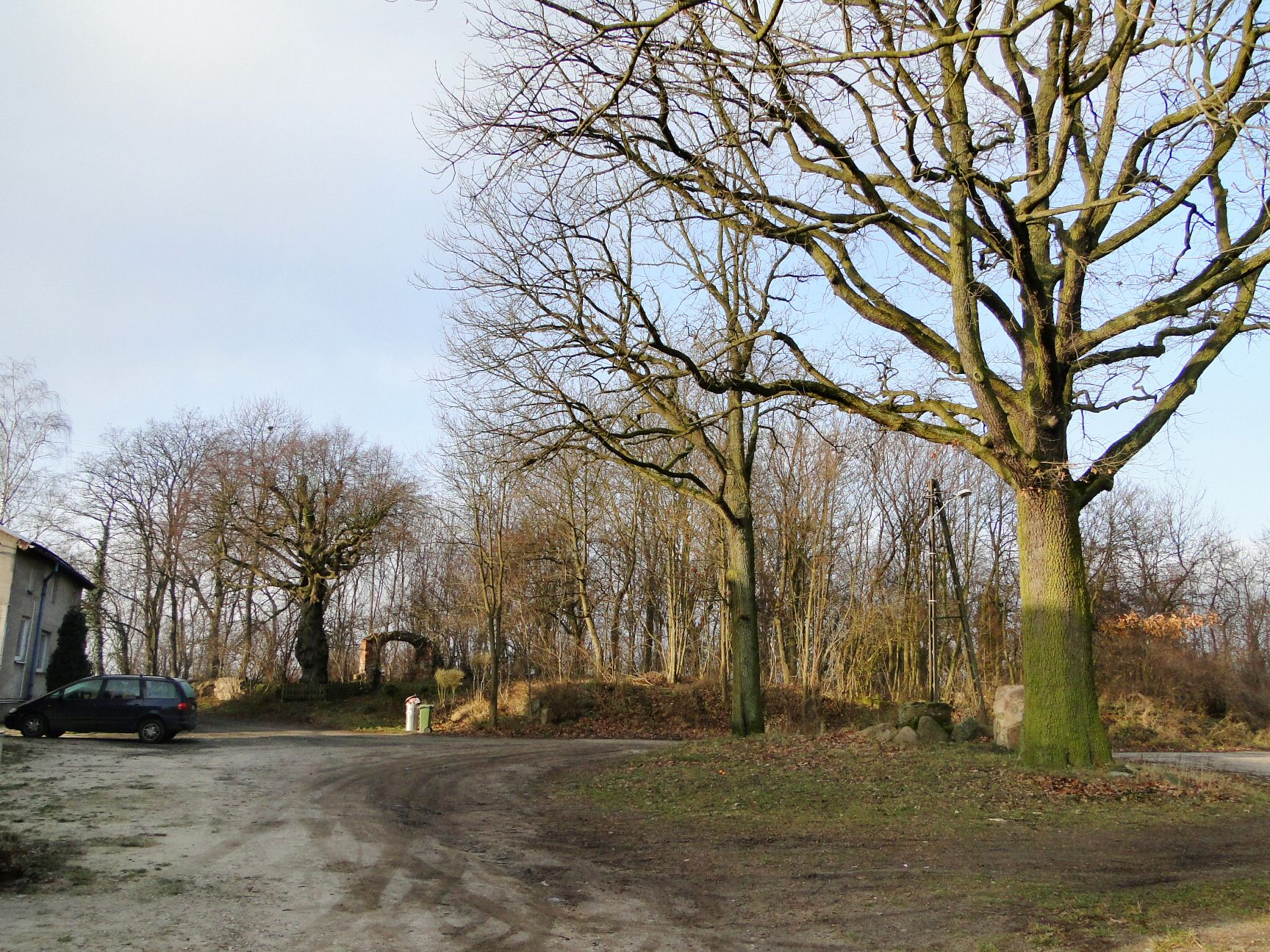
Центр колишнього Ключа; видно браму цвинтаря (на задньому плані) та пам’ятник жертвам Першої світової війни (праворуч)
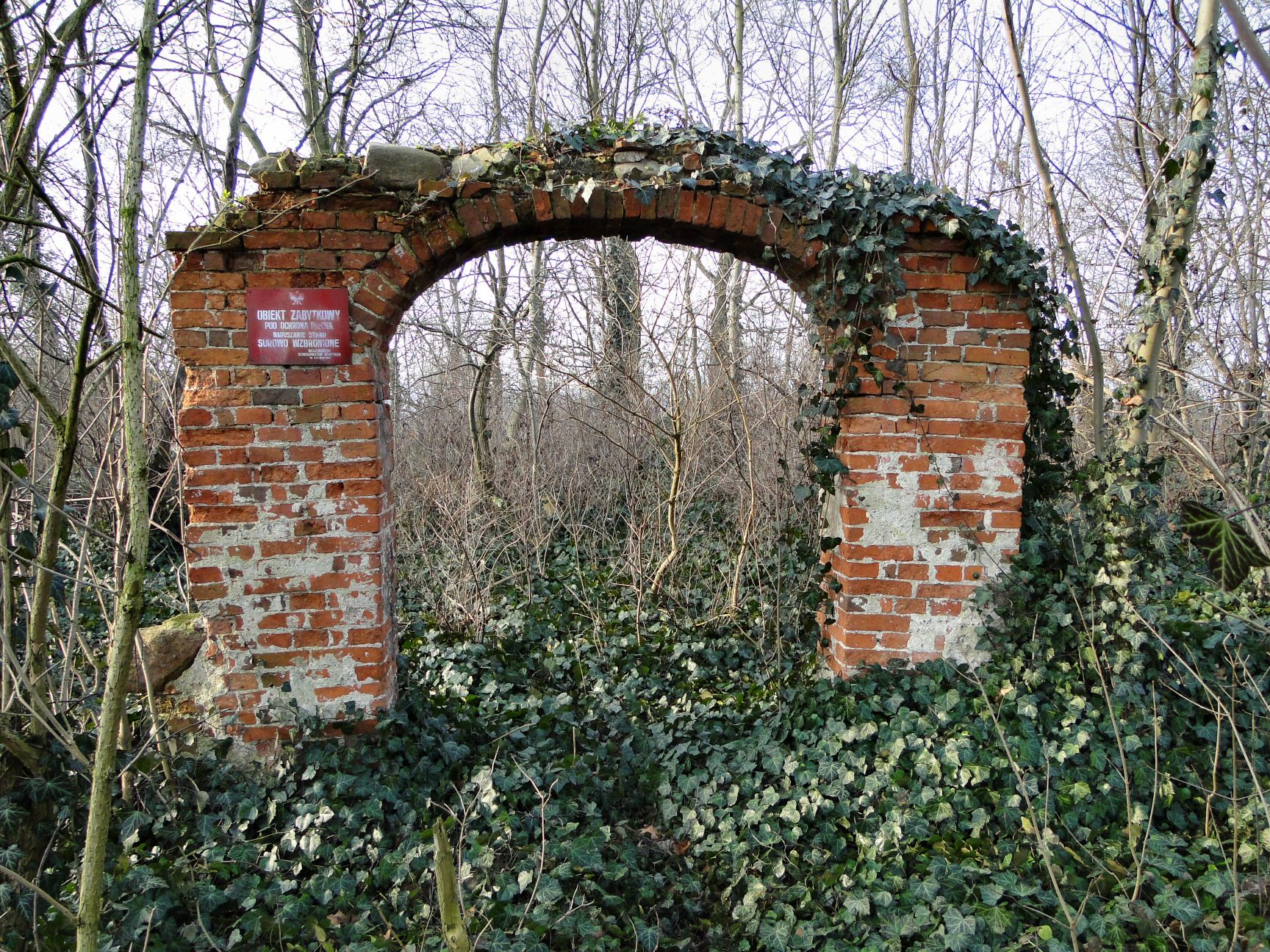
Брама колишнього кладовища на перехресті вул. Білянська та Суха
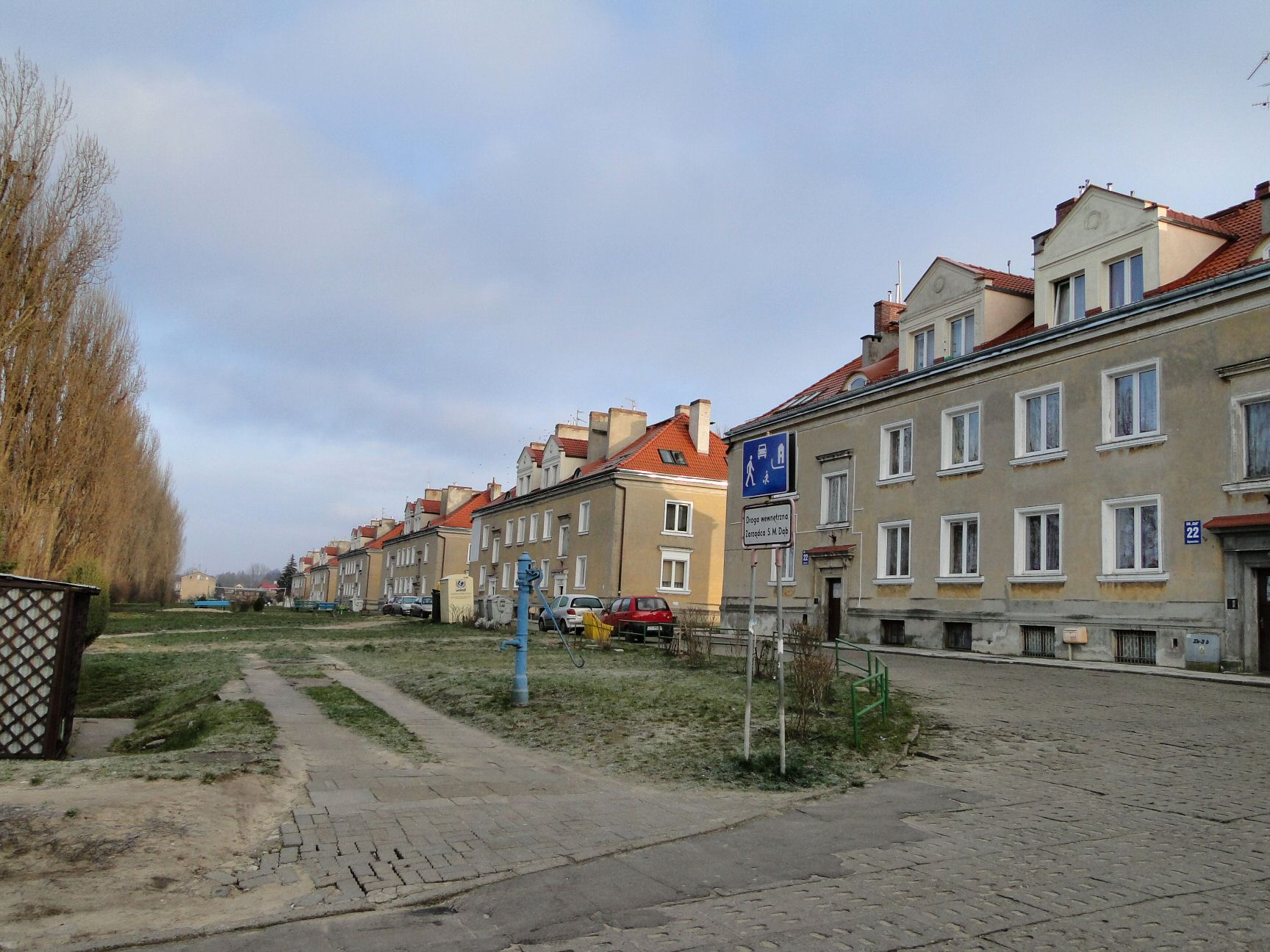
Робітничий житловий масив Закладу «Віскорд на вул. Римарська
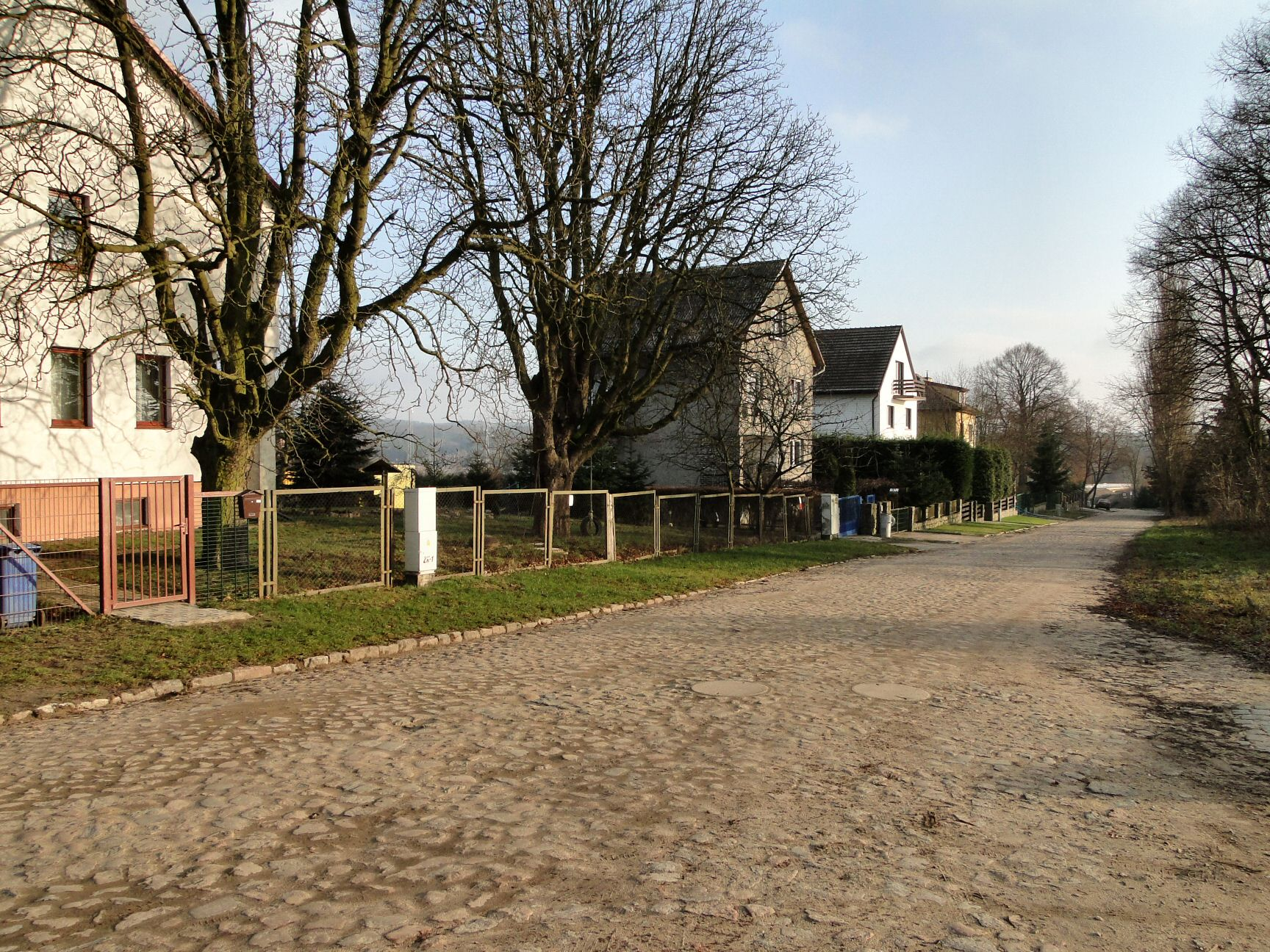
Сучасна забудова на вул. Bielańska
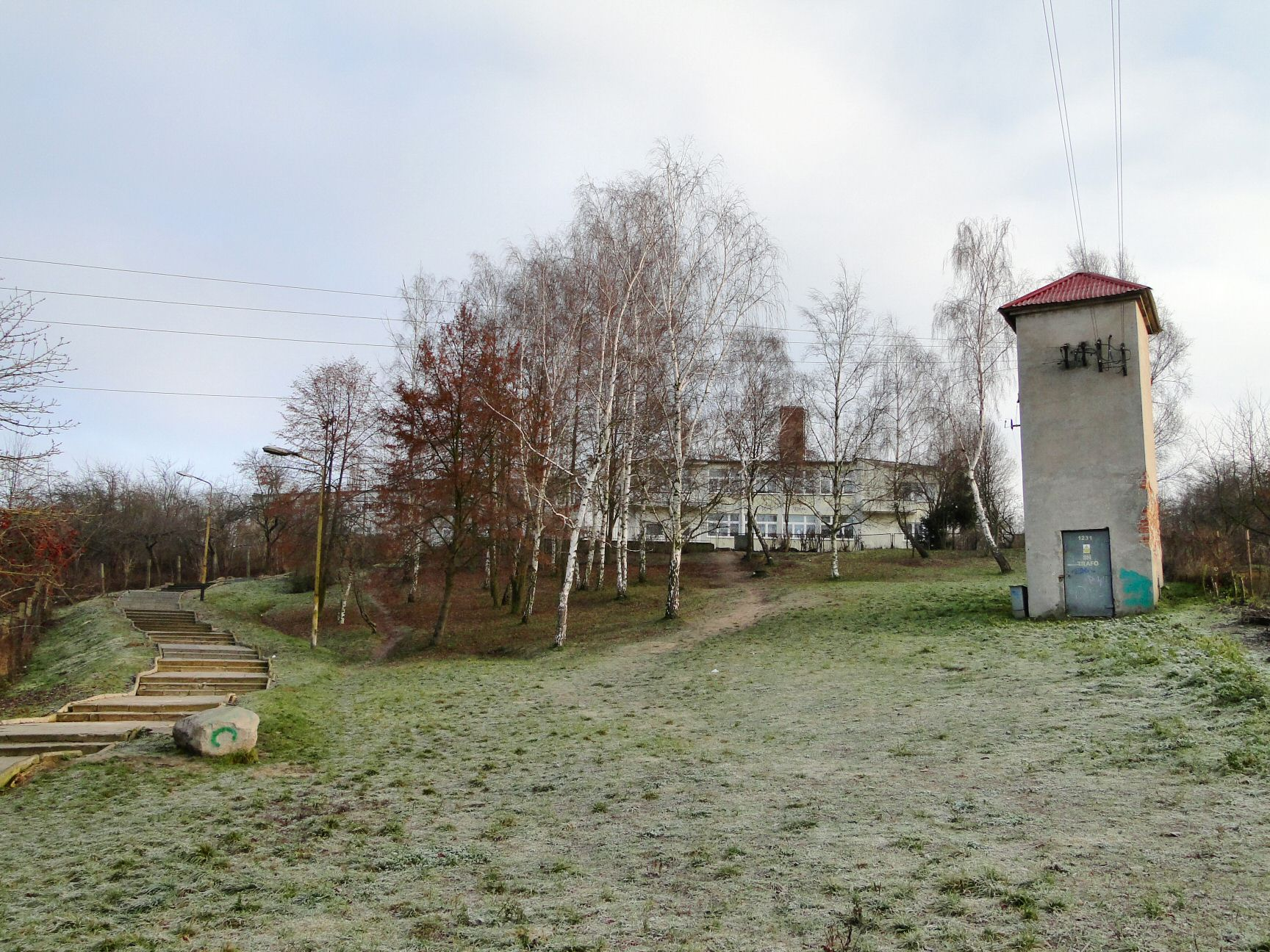
Школа по вул. Римарська
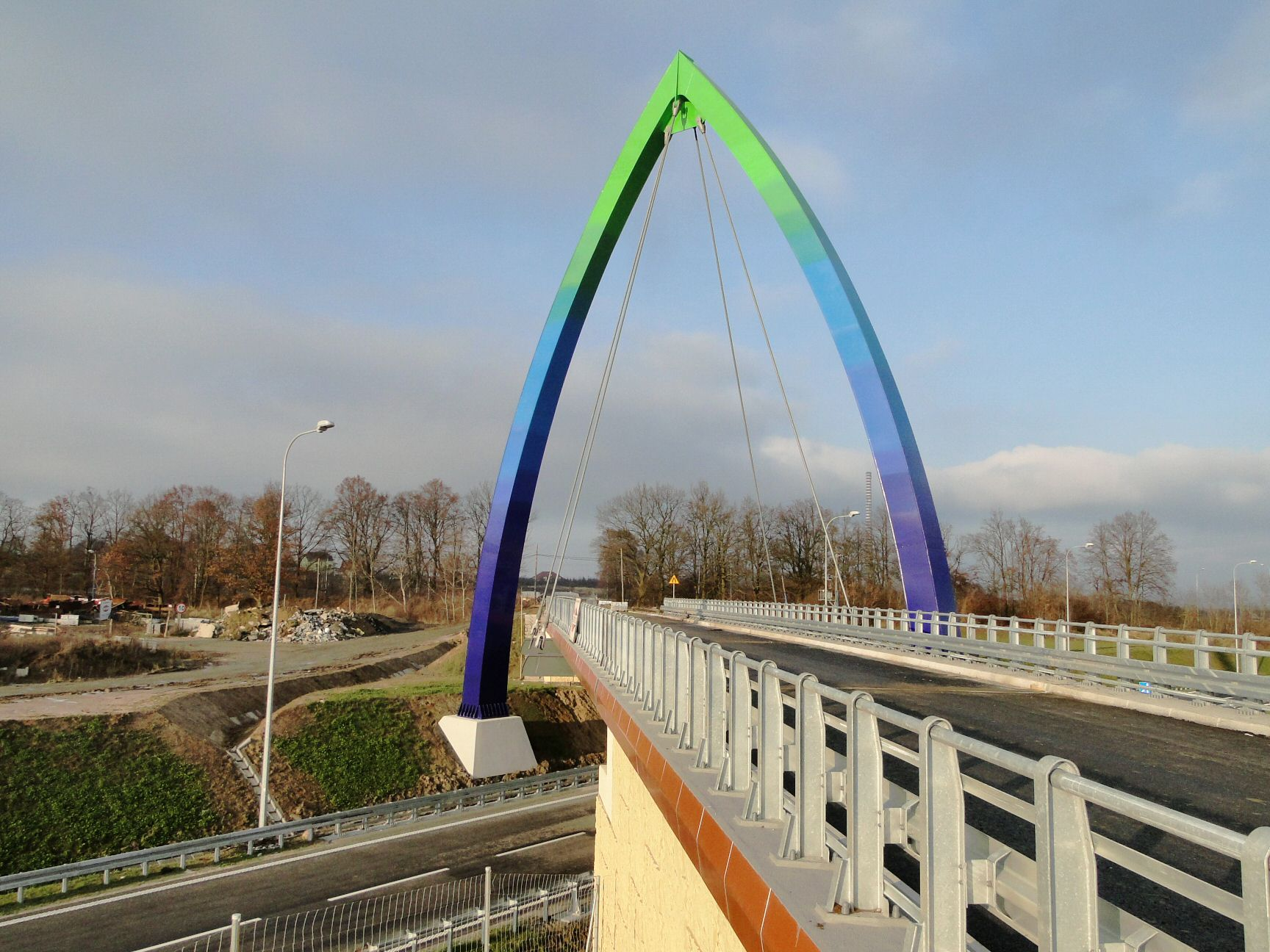
Дорожня розв'язка Szczecin Klucz - віадук з т. зв готична арка
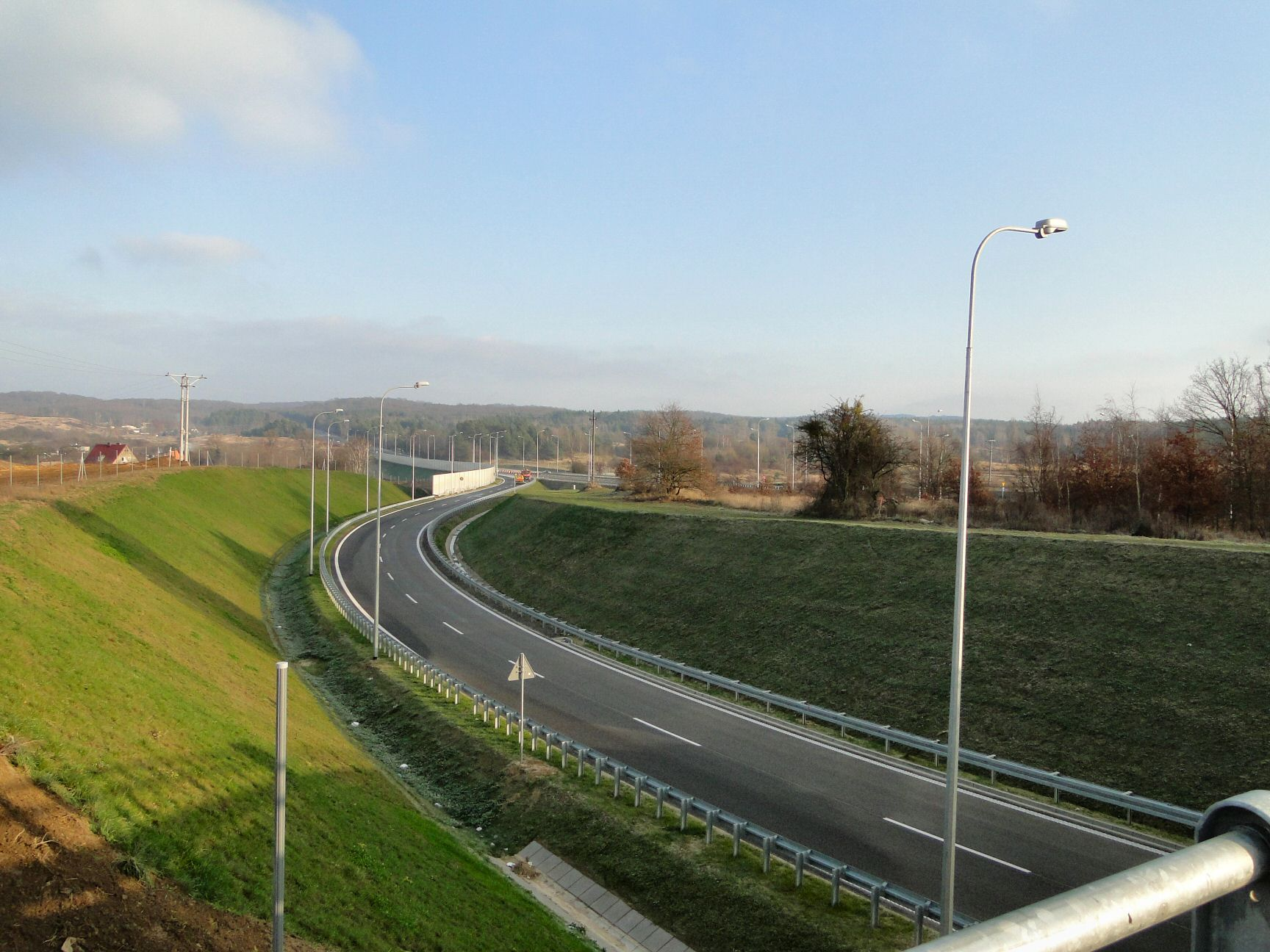
Дорожня розв'язка Щецин-Ключ
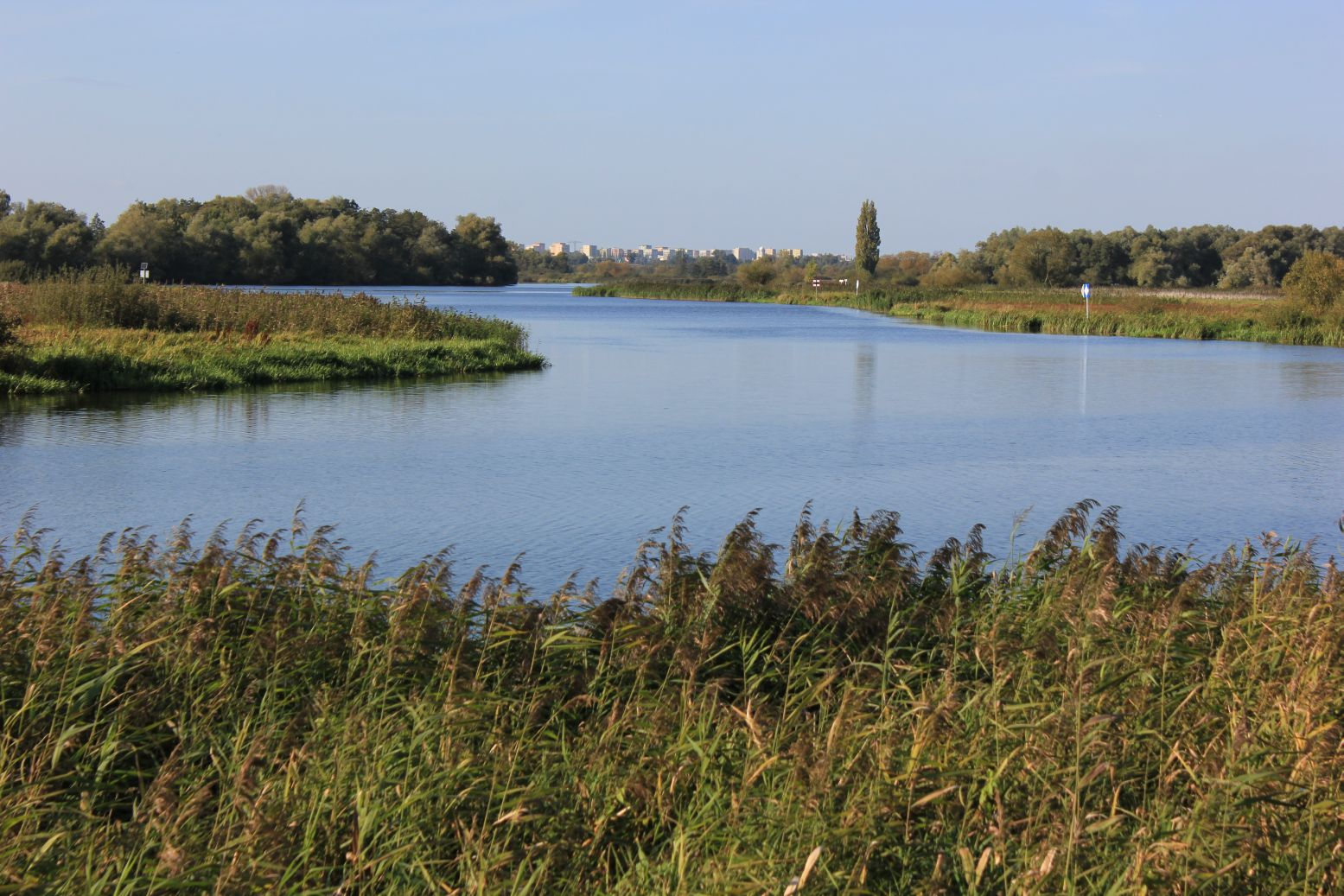
Канал Ключки